# Yannick N’Djeng
Joseph Yannick N’Djeng (* 11. März 1990) ist ein kamerunischer Fußballspieler, der seit Juni 2017 beim malaysischen Erstligisten T-Team FC in Kuala Terengganu unter Vertrag steht.
In seiner Jugend spielte er für die kamerunischen Klubs Espoirs FC Mimboman und Canon Yaoundé, ehe er 2008 zu JSM Béjaïa nach Algerien wechselte.
2011 wurde er von Espérance Tunis verpflichtet und konnte sofort die CAF Champions League gewinnen. Nach dem Gewinn der tunesischen Meisterschaft 2012 wechselte N’Djeng zum FC Sion in die Schweizer Super League. Nach nur einem halben Jahr in Europa wechselte er zurück zu Espérance Tunis und konnte erneut die Meisterschaft 2014 gewinnen. Von 2015 bis 2017 war er vereinslos, und im Jahr 2017 folgte dann der Wechsel nach Malaysia zum Erstligisten T-Team FC.
Von August 2019 bis Mai 2020 spielte N'Djeng für den kuwaitischen Verein Al-Yarmouk, ab 2021 für den saudiarabischen Khaleej Club.

## Erfolge
- Tunesischer Meister: 2012, 2014
- CAF-Champions-League-Sieger: 2011